# St. Georg (Aislingen)

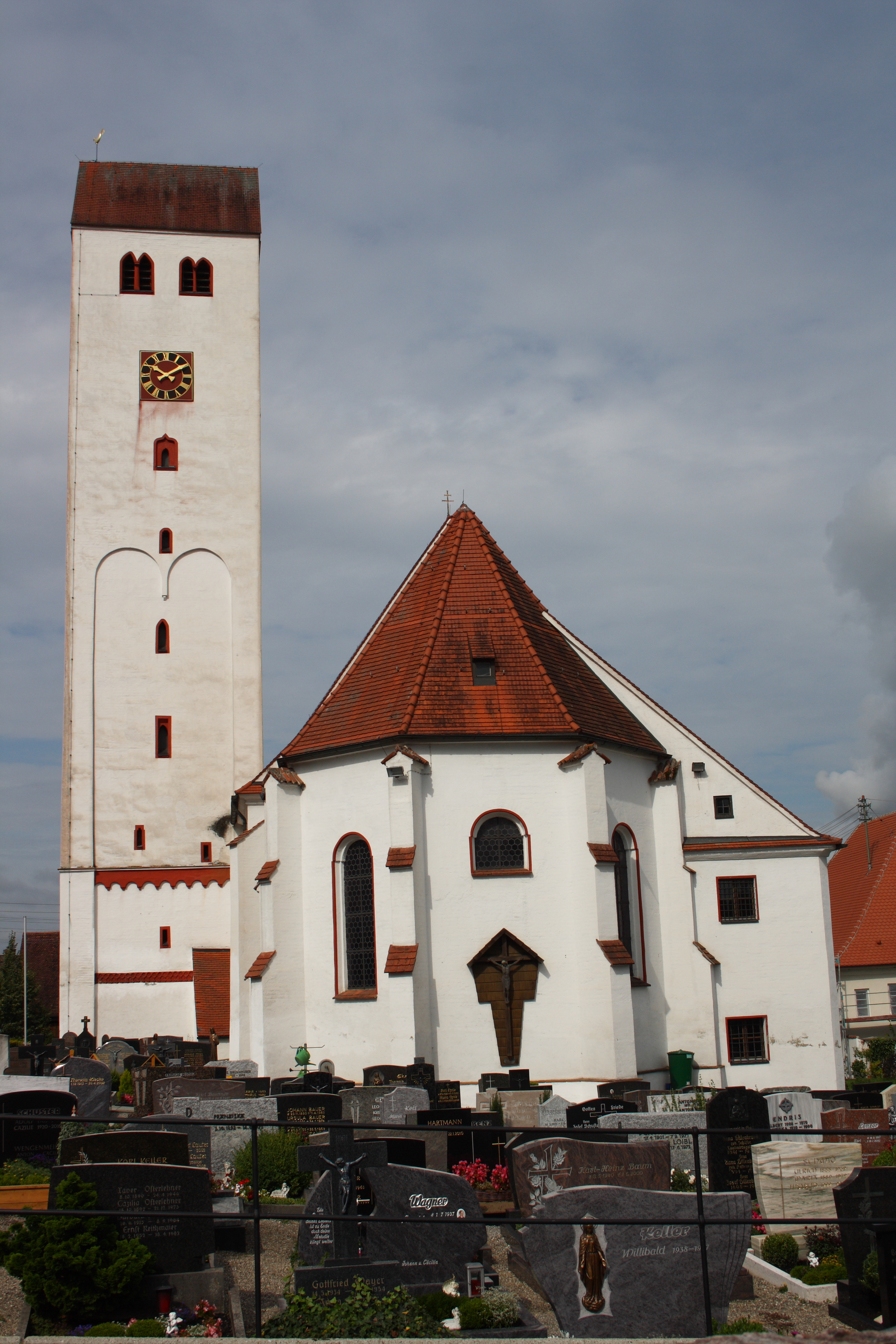
Pfarrkirche St. Georg

Die katholische Pfarrkirche St. Georg in Aislingen, einer Gemeinde im Landkreis Dillingen an der Donau im bayerischen Regierungsbezirk Schwaben, wurde in der zweiten Hälfte des 15. Jahrhunderts errichtet. Aus dieser Zeit ist ein Fresko als Altarbild erhalten. Im 18. Jahrhundert wurde die Kirche von Balthasar Suiter umgebaut und erweitert. Bei der Innenrestaurierung in den 1960er Jahren wurden die Fresken von Matthias Wolcker (1704–1742) wieder freigelegt. Die Kirche liegt erhöht im nördlichen Teil des Ortes innerhalb eines ummauerten Friedhofs. Sie ist ein geschütztes Baudenkmal.

## Geschichte
In einer Urkunde von 1293 wurde erstmals ein Pfarrer von Aislingen genannt. Die Pfarrei bestand vermutlich schon vor 1050, der ersten urkundlichen Erwähnung des Ortes. In der zweiten Hälfte des 15. Jahrhunderts wurde eine neue Kirche unter Wiederverwendung der Mauern des Langhauses und des Chors der Vorgängerkirche, von der auch der quadratische Turm erhalten blieb, errichtet. 1702/03 und 1719 fanden Renovierungen statt. 1736/38 wurden Chor und Langhaus von Balthasar Suiter umgebaut und die Kirche nach Westen verlängert. In den Jahren 1986/88 wurde die Kirche außen restauriert und 1992/93 eine Innenrestaurierung durchgeführt. Von April bis Dezember 2015 fand eine Außen- und Innenrenovierung mit einem Kostenaufwand von rund 590.000 Euro statt.

## Architektur

### Außenbau

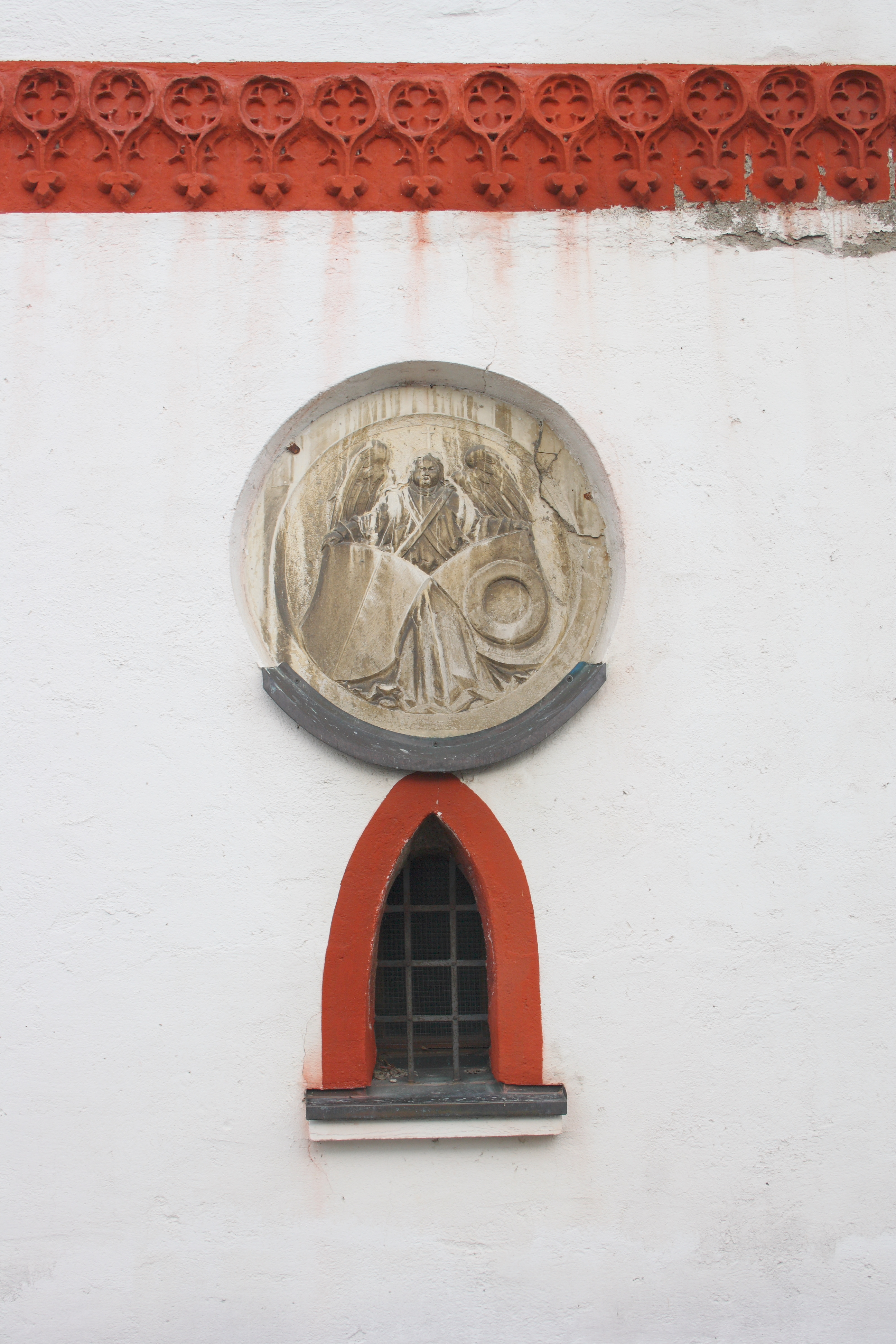
Maßwerkfries und Relief an der Südseite des Turmes

Das Gebäude ist aus verputztem Ziegelmauerwerk errichtet. An der Südseite des Langhauses erhebt sich der quadratische, neungeschossige Glockenturm, der von einem Satteldach bekrönt wird. Die ersten sechs Etagen sind mit Blendfeldern versehen, die durch Ecklisenen und Doppelbögen gerahmt werden. Über dem ersten Geschoss verläuft ein Maßwerkfries aus gebrannten Tonplatten, über dem zweiten Geschoss verlaufen an der West- und Südseite genaste Spitzbogenfriese und an der Ostseite ein Rundbogenfries. Die Mauern sind von schmalen Öffnungen durchbrochen. Das oberste Stockwerk besitzt auf allen vier Seiten je zwei gekuppelte, spitzbogige Klangarkaden.
An der südlichen Außenwand des Turmes ist ein Relief aus Kalkstein angebracht. Es stammt aus der Zeit um 1600 und stellt einen Engel dar, der die Wappen des Hochstifts Augsburg (links) und der Familie Knöringen hält.
An der Westfassade und an der westlichen Südseite des Langhauses befinden sich holzgeschnitzte Eingangsportale aus dem 18. Jahrhundert, die jeweils in ein Vorzeichen eingebaut sind.

### Innenraum

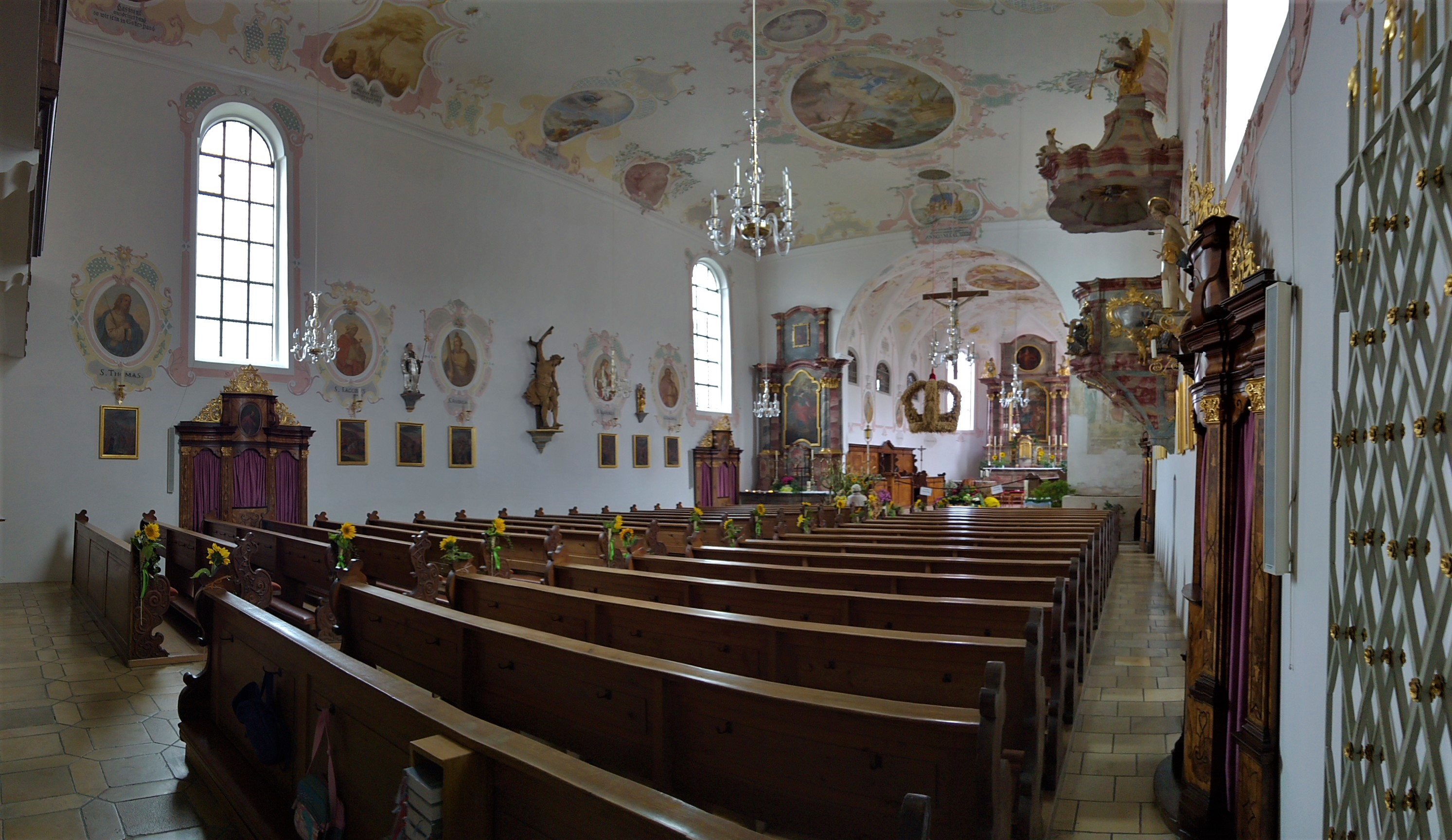
St. Georg (Aislingen) – Innenraum

Das einschiffige Langhaus ist ungegliedert und mit einer flachen Decke über einer Kehle gedeckt. Der dreiseitig geschlossene Chor ist eingezogen, um drei Stufen erhöht und besitzt ein Tonnengewölbe mit Stichkappen über den Fenstern. Den westlichen Abschluss des Langhauses bildet eine Doppelempore, die auf Vierkantpfosten aufliegt.

## Stuckdekor und Deckenbilder
Der Stuckdekor wurde von Balthasar Suiter um 1735 ausgeführt.
Die Deckenbilder wurden 1737 von Matthias Wolcker geschaffen und haben Maria als Himmelskönigin und Spenderin des Rosenkranzes zum Thema. Auf den Mittelbildern des Langhauses wird der heilige Dominikus auf der Weltkugel stehend und mit dem Rosenkranz in der Hand dargestellt. Über ihm schwebt Christus, der das Kreuz umklammert und in seiner rechten Hand ein Blitzbündel hält. Eine andere Szene stellt die Seeschlacht von Lepanto dar, bei der Maria von einer Wolke herab Blitze und Feuer auf die Feinde schleudert. Die Bilder des Chores stellen den heiligen Georg dar, den Schutzpatron der Kirche, die vier Erdteile, die der Eucharistie huldigen, sowie den heiligen Leonhard und den heiligen Sebastian.
Die zentralen Deckenmalereien werden von zahlreichen Grisaillen und emblematischen Darstellungen umrahmt, die mit lateinischen und deutschen Inschriften versehen sind.

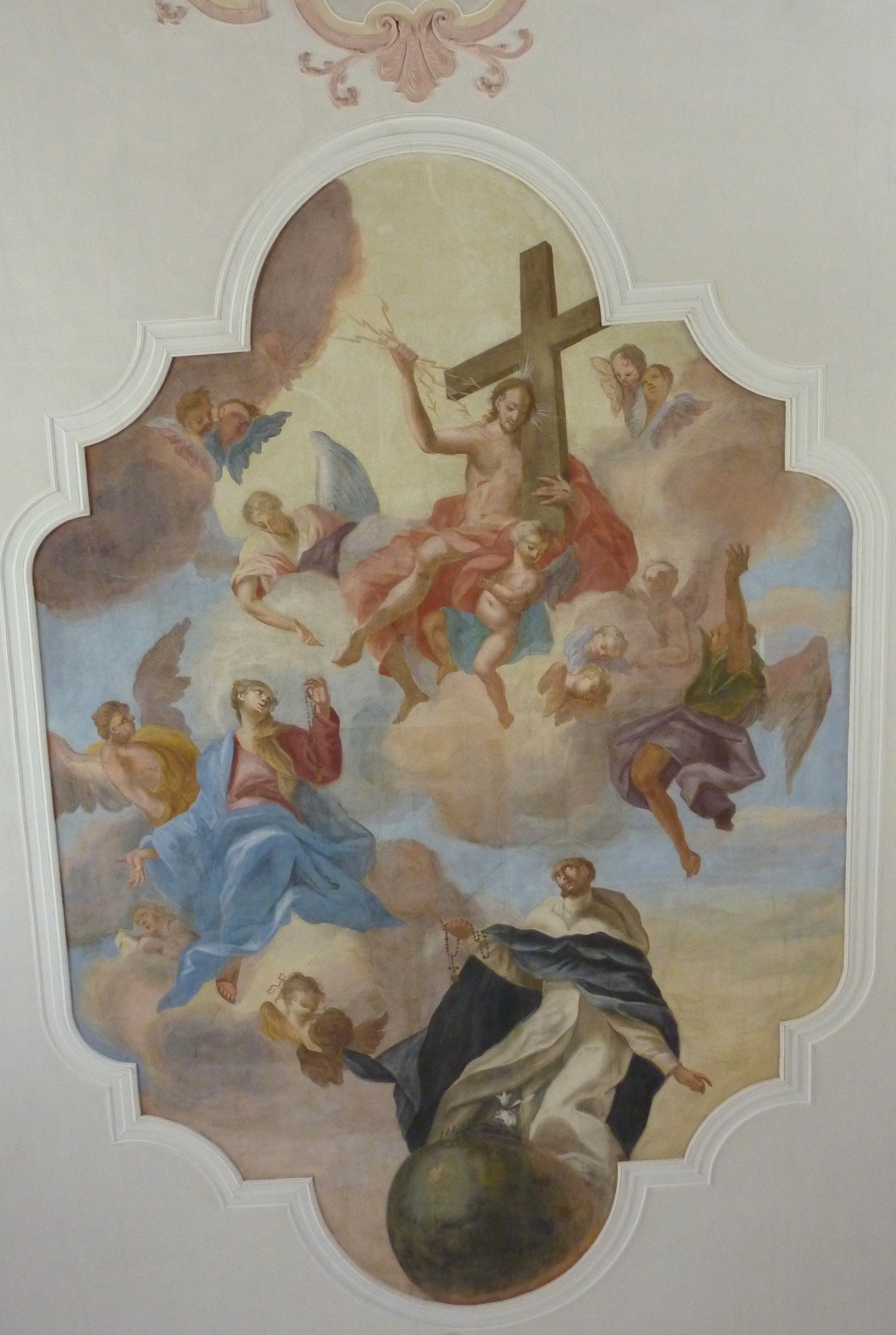
Christus mit dem Kreuz, heiliger Dominikus
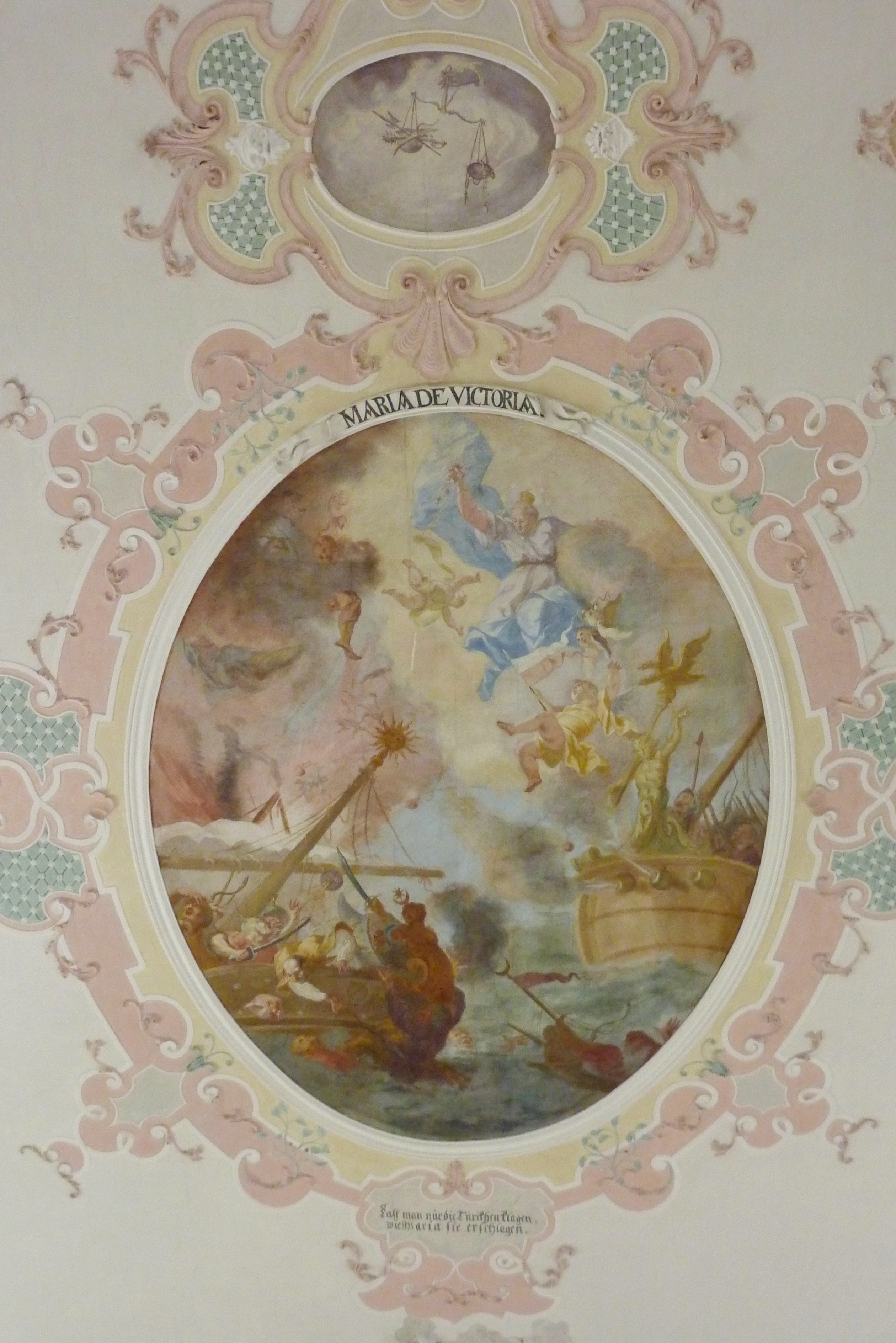
Seeschlacht von Lepanto
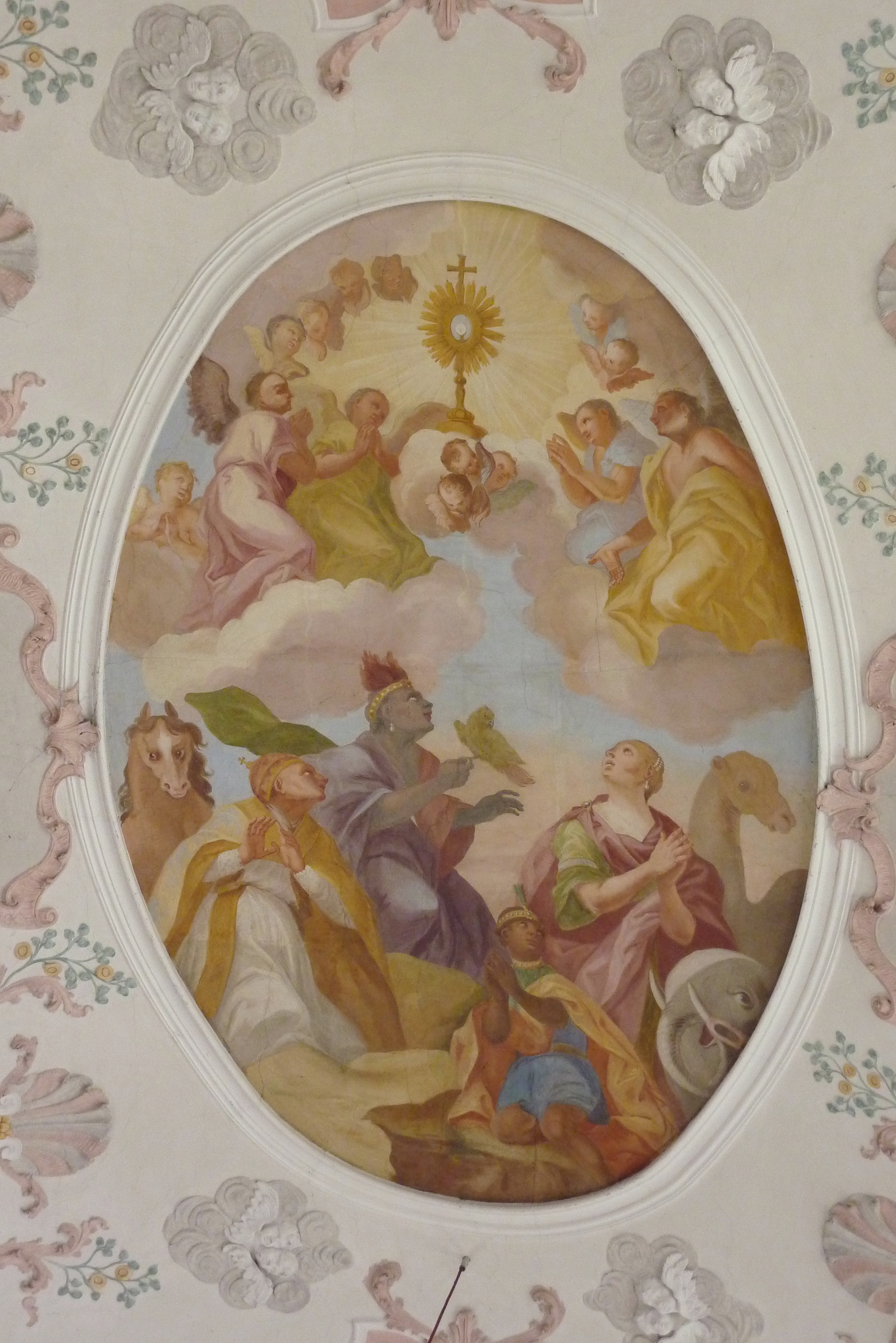
Vier Erdteile
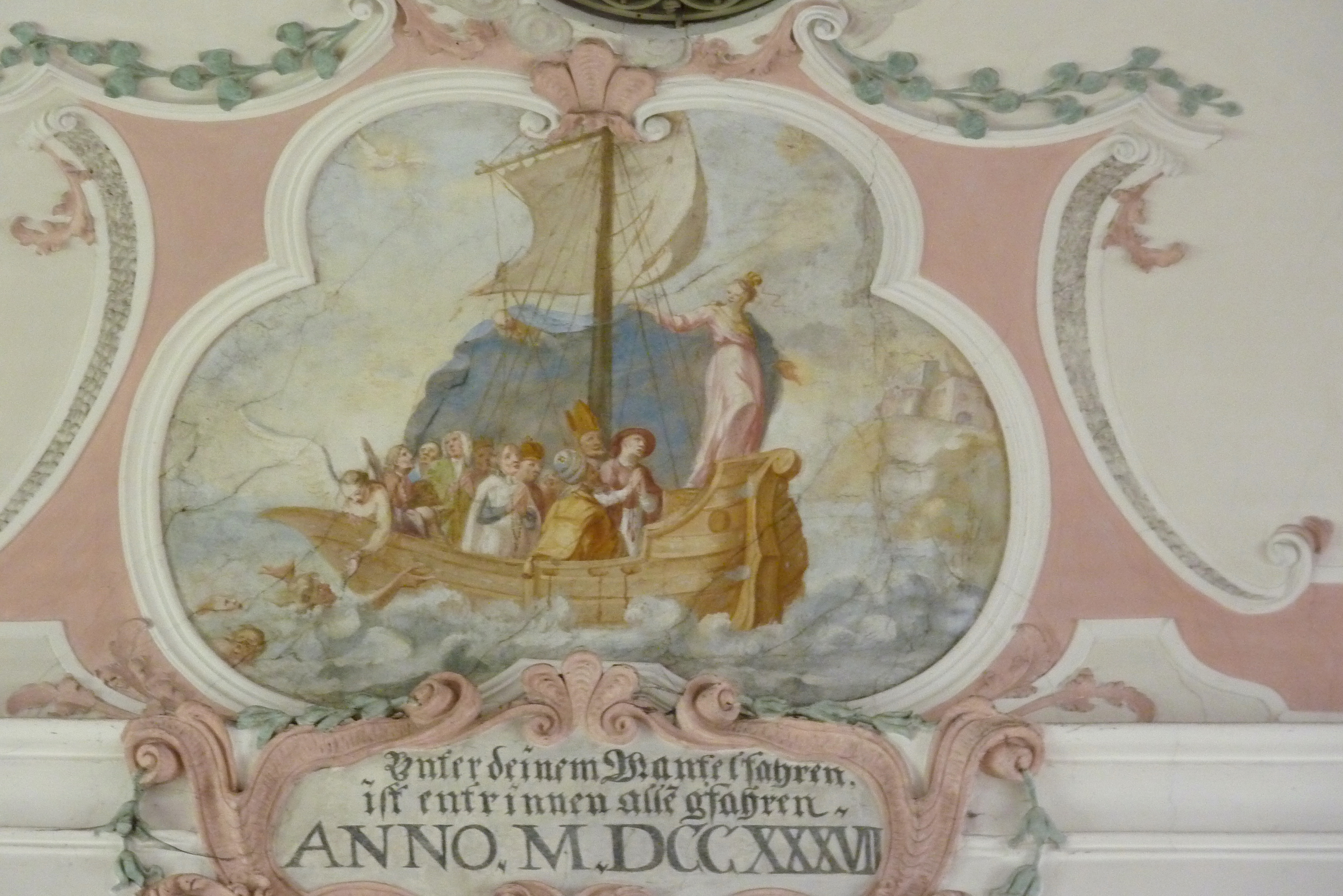
Emblematisches Deckenbild, mit Inschrift und der Jahreszahl 1737

## Ausstattung

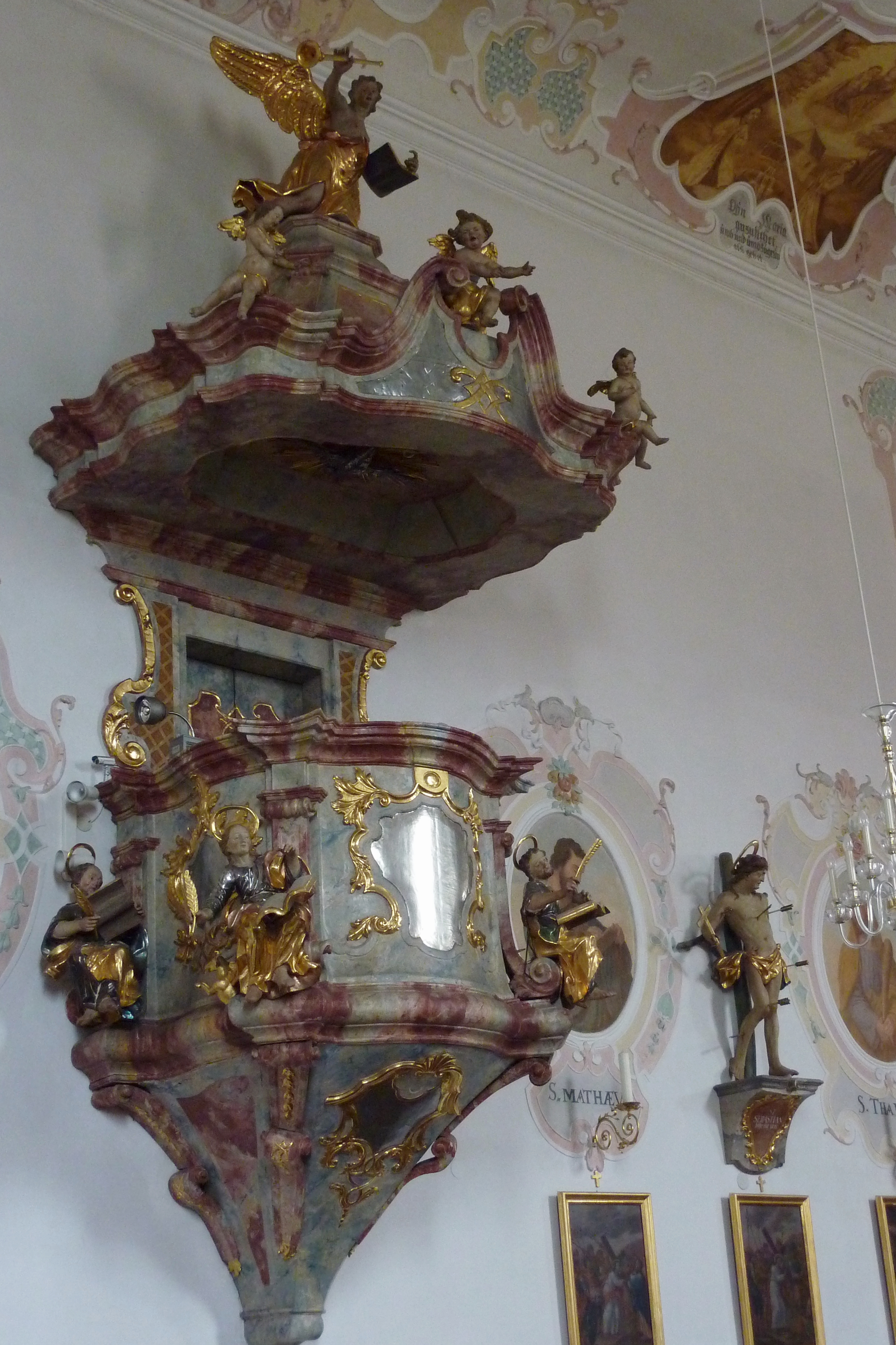
Kanzel von 1743

- Die Altäre stammen im Wesentlichen aus der Zeit um 1735. Das Altarbild des südlichen Seitenaltars ist ein ehemaliges Wandfresko von 1460. Es stellt die heilige Barbara mit ihrem Attribut, dem Turm, dar, den heiligen Erasmus mit der Winde, dem Werkzeug seiner Folter, und den heiligen Georg. Auf der Mensa steht eine Madonna mit Kind aus der Zeit um 1480.
- Die holzgeschnitzte Kanzel wurde 1743 von dem in Dillingen an der Donau tätigen Anton Bergmüller geschaffen, die Figuren werden Franz Karl Schwertle zugeschrieben. Am runden Kanzelkorb mit Ecklisenen sind auf den Volutenansätzen Sitzfiguren der vier Evangelisten angebracht. Die Rückwand mit Tür hat geschweift umrandete Füllungen zwischen Volutenanschwüngen mit Gitterwerk. Der Schalldeckel mit geschwungenem Gesims und gespaltenem Volutengiebel wird von einem Posaunenengel bekrönt. Auf dem Gesims sitzen drei Engelsputten. Die Schnitzereien sind vergoldet, die sonstigen Kanzelteile marmoriert gefasst.
- Das Taufbecken wurde im 16. Jahrhundert geschaffen. Es ist aus Kalkstein gefertigt, besitzt die Form einer Kelchschale und steht auf einer Flaschensäule über abgefastem Quadratsockel. Der kupferne Deckel mit Kreuz stammt aus neuerer Zeit.
- Das Chorgestühl von 1735 ist mit reichen Schnitzereien und teilweise mit Intarsien verziert.
- Das etwa einen Meter hohe Kruzifix wurde um 1490 geschaffen.
- Die Skulptur der heiligen Barbara wird um 1510/20 datiert.
- Die lebensgroße Figur des heiligen Sebastian ist eine Arbeit von Georg Petel aus der Zeit um 1630. Sie ist aus Lindenholz geschnitzt und war ehemals farbig gefasst. Sie stand ursprünglich in der Sebastianskapelle in Aislingen.
- Die Figur Christus an der Geißelsäule stammt aus der Zeit um 1700.

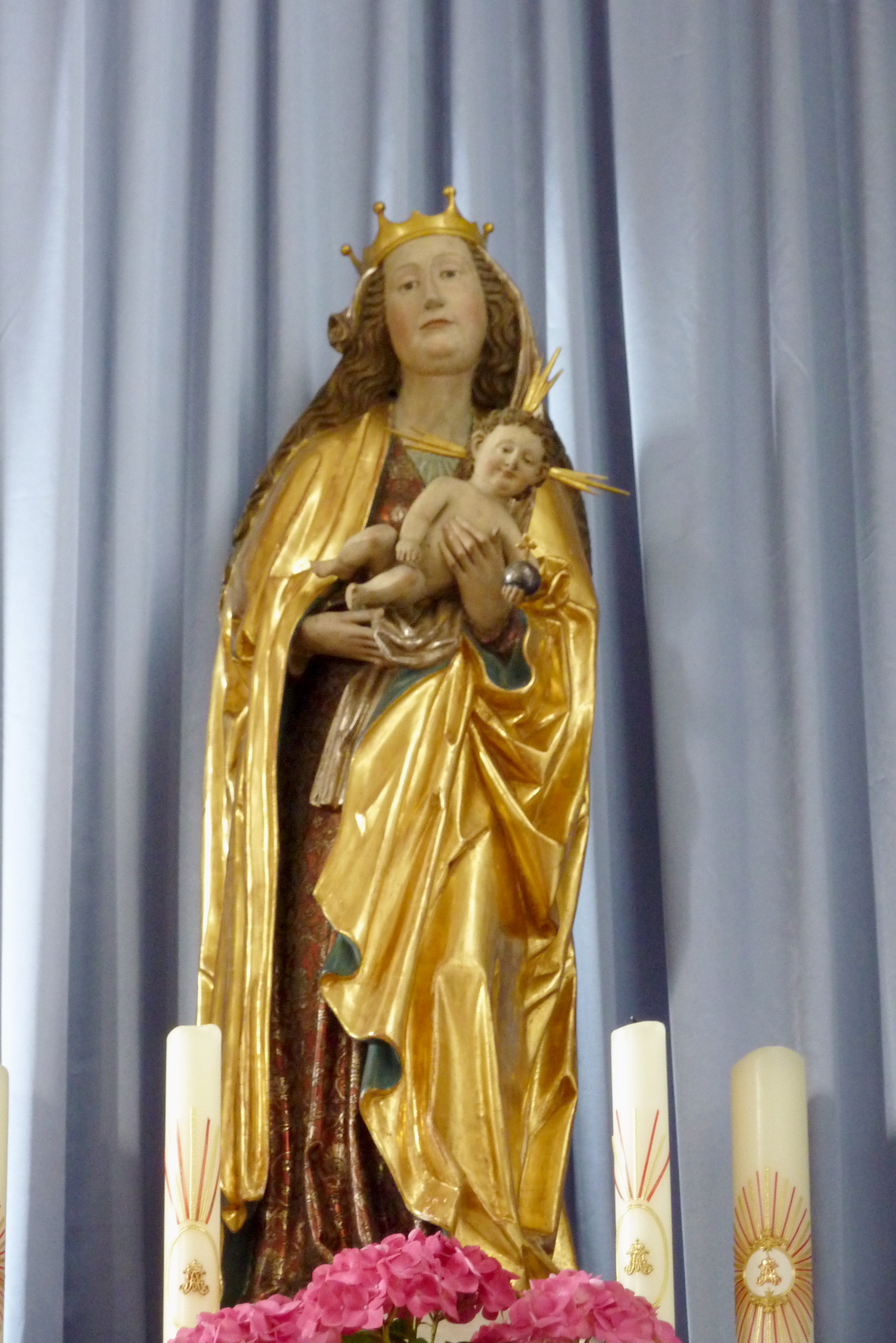
Madonna mit Kind, um 1480
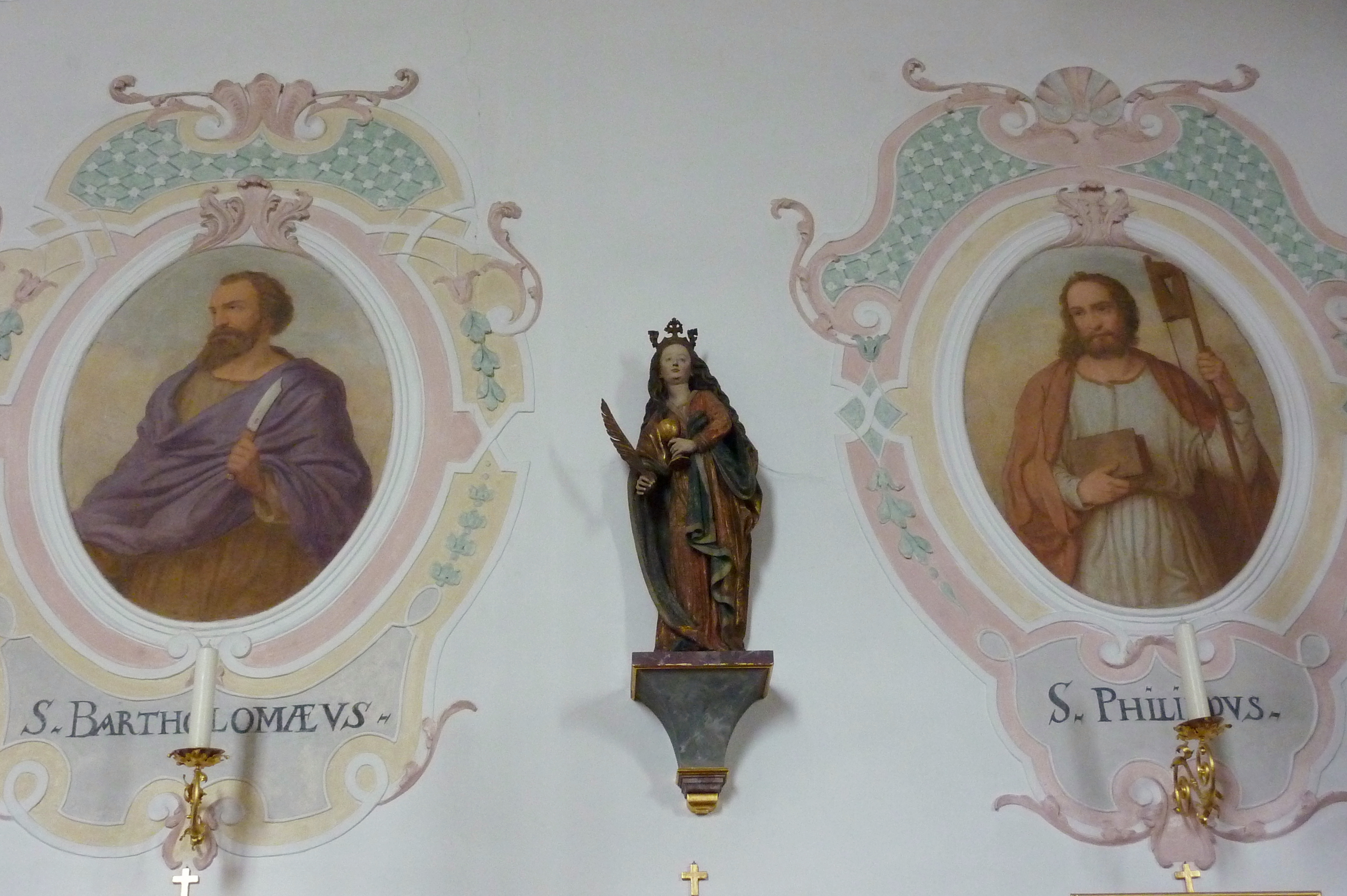
Heilige Barbara, um 1510/20
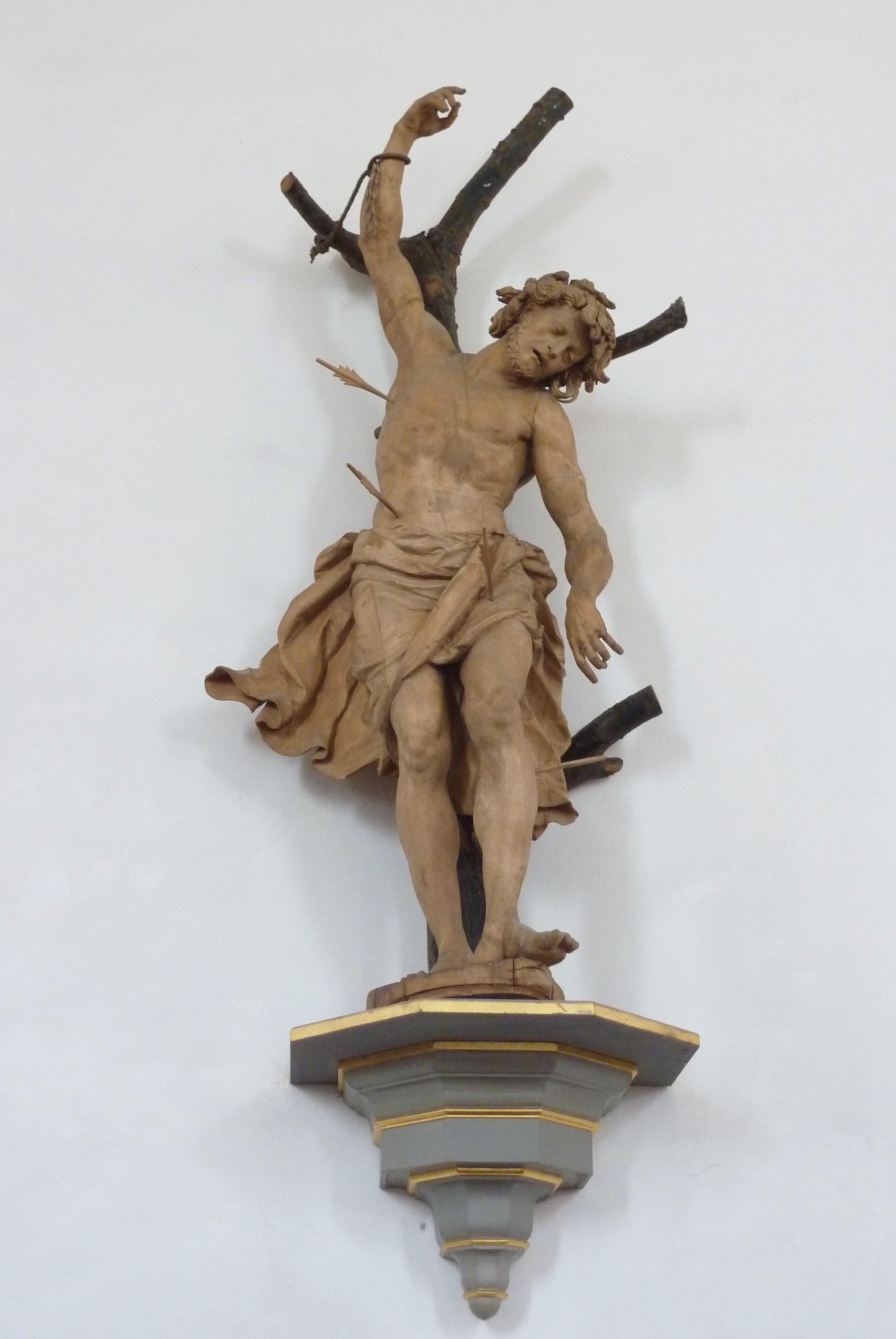
Heiliger Sebastian von Georg Petel, um 1630
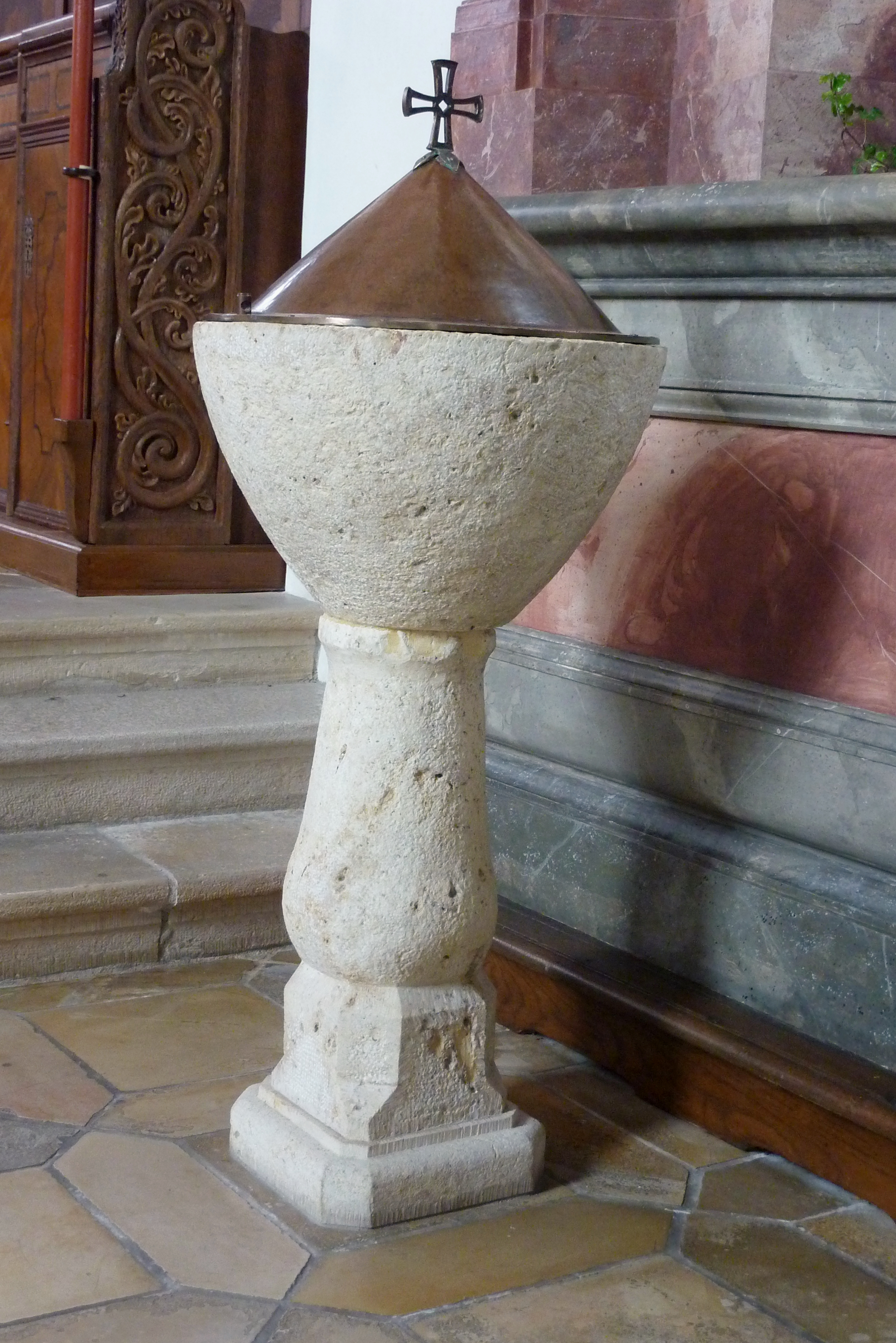
Taufbecken aus dem 16. Jahrhundert